# Acklins
{Acklins é um dos 32 distritos das Bahamas. Sua localização é ao sudeste da capital do arquipélago, Nassau. Engloba as ilhas de Acklins, Crooked Island e Long Cay. Os Acklins e Crooked Islands estão localizadas cerca de 239 km ao sudeste de Nassau.